# Carel Claudius de Jonge

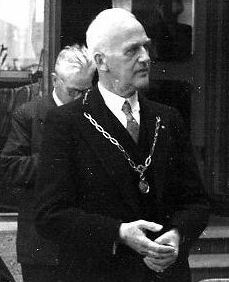
Burgemeester jhr. mr. C.C. de Jonge (1952)

Jhr. Carel Claudius de Jonge (Zutphen, 17 juni 1887 – aldaar, 7 maart 1963) was een Nederlands politicus.
Hij werd geboren als telg uit het geslacht De Jonge en zoon van jhr. Marinus Willem Cornelis de Jonge (1838-1902; officier van justitie) en jkvr. Eva Maria Alida de Brauw (1843-1918). Hij promoveerde in 1917 in Leiden in de rechten en was advocaat in Zutphen. Na de bevrijding in 1945 was hij eerst waarnemend burgemeester van die gemeente en in oktober van dat jaar werd hij daar benoemd tot burgemeester. De Jonge zou die functie blijven vervullen tot zijn pensionering in juli 1952. Daarna was hij nog een jaar waarnemend burgemeester van Meppel ter tijdelijke vervanging van Antonie Kleijn. Deze was met buitengewoon verlof omdat hij voor de Verenigde Naties werkzaam was in Paraguay.
De Jonge werd bij de lintjesregen van 1951 benoemd tot Officier in de Orde van Oranje-Nassau. Hij was kamerheer in buitengewone dienst van de koningin, in welke functie hij haar regelmatig begeleidde bij bezoeken in de provincie Gelderland.
De Jonge was twee keer getrouwd; zijn eerste echtgenote overleed na de geboorte van een levenloos kind in 1923, zijn tweede echtgenote overleed in 1938 op 50-jarige leeftijd. Hij overleed, zonder nageslacht, in 1963 op 75-jarige leeftijd. Zijn eerste voornaam was aanvankelijk 'Karel' maar dat werd officieel gewijzigd in 'Carel'.